# 金馬貴之
金馬 貴之（きんば たかゆき、1970年11月20日 - ）は、日本の男性俳優、声優。大阪府出身。ムーブマン所属。

## 来歴・人物
マリエ・エンタープライズに所属していた。
趣味は映画鑑賞、温泉、ドライブ。特技は楽器演奏（エレキベース）、車の車庫入れ、大阪弁。資格は中型自動車免許。

## 出演

### テレビドラマ
- 最後の約束
- JIN-仁-
- 任侠ヘルパー
- 美女か野獣
- プラージュ
- ヤメゴク〜ヤクザやめて頂きます〜

### 映画
- 矜持〜KYOUJI〜
- 静かなるドン
- シュアリー・サムデイ
- 湾岸ミッドナイト

### Vシネマ
- 奇々怪々譚 醒めない悪夢の物語
- 2ちゃんねるの呪い
- 日本統一53 〜62 佐原刑事

### ナレーション
- news every.『エブリ特集』

### テレビアニメ
- 真・中華一番!（2019年 - 2021年、料理人、幹部C、広州料理界料理人、チェン、イェン 他） - 2シリーズ

### 吹き替え

#### 映画（吹き替え）
2019年
- ジュマンジ/ネクスト・レベル（スイッチブレード〈マッシ・フルラン〉）
- ルディ・レイ・ムーア（レスター・ビハリ〈マイケル・ピーター・ボラス〉）

2020年
- クローゼットに閉じこめられた僕の奇想天外な旅（ウィラージ〈バーカッド・アブディ〉）
- リチャード・ジュエル（ブルース・ヒューズ〈ディラン・カスマン〉）

2022年
- アナザーラウンド（ピーター〈ラース・ランゼ〉）

2023年
- ベッキー、キレる（トゥイッグ〈コートニー・ゲインズ〉）
- エクソシスト 信じる者（ホームレス）

2024年
- 武道実務官
- アンフロステッド: ポップタルトをめぐる物語
- エクソシスト 信じる者
- 奈落のマイホーム（マンス〈チャ・スンウォン〉）
- 犯罪都市 PUNISHMENT（営業マン）
- ルー・ガルー: 人狼を探せ!

2025年
- カウンターアタック
- トワイライト・ウォリアーズ 決戦! 九龍城砦（秋兄貴〈リッチー・レン〉）
- マンジャーレ! ノンナのレストランへようこそ
- この心が知っている

#### ドラマ
2019年
- フォー・オール・マンカインド シーズン4（イリヤ）
- マザー・ファーザー・サン（スコット・ラスキン〈ジョゼフ・マウル〉）

2020年
- 梨泰院クラス（キム・ヒフン）

2021年
- スタートアップ: 夢の扉（ナム・ソンファン）
- ZeroZeroZero 宿命の麻薬航路（ハシント・レイラ）

2022年
- 窓際のスパイ（ミン・ハーパー〈ダスティン・デムリ＝バーンズ〉）
- 還魂 シーズン1〜2（コ・スン〈チェ・グァンイル〉）
- わが愛しのブロックバスター #9,10

2023年
- カンガセイロ〜ブラジル盗賊団〜（デオクレシアーノ）
- マーダーズ・イン・ビルディング（サル〈マリック・ボヴィーノ〉）

2024年
- エミリー、パリへ行く シーズン4#10
- ディック・ターピンのデタラメ大冒険 #2（レズリー）
- デカメロン #1（アーニョロ枢機卿）
- ビッグ・シガー（リチャード）
- フューリー: 闇の番人（ゼリー）

### CM
- SUNSTAR Ora2
- トヨタ・カローラ
- ロート製薬

### 舞台
劇団ノーティーボーイズ
- Delicate Fellow’s etc〜微妙な奴等〜（2013）
- ONLY STUPID THEY（2015）
- SnapDecision〜見切り発車と天気あめ〜（2016）
- Silly Talk（2017）
- いつかヘッドをロックして（2018）
- それはいつも♂♀からはじまるetc…（2019）
- UNDERCOVER（2020）
- BLATHER ヨタバナシヲアナタニ（2022）

演激集団INDIGO PLANTS
- 蒼空〜空どこまでも蒼く〜（2013〜2016）
- 凛（2015）
- 黒の仁風（2018）

ポムカンパニー
- 空に哭く（2012）
- 足跡、終わりなく、呼吸まで（2013）
- 色のない虹（2014）
- 霧、つたう光（2016）

SEPT
- SEPT vol.3（2014）
- SEPT vol.5（2015）
- SEPT vol.7（2017）

劇団BLUESTAXI
- アメミット（2009）
- Hello!Good Bye!（2010）
- 思えば遠くへ・・・（2012）
- BIG MOTHER（2012）
- アパートの鍵、返します（2015）
- 歌と薔薇の日々（2018)
- その他の主な出演作品↓

- Oi-SCALE企画公演「オムニバスof OiOi」
- 劇団BLUESTAXI・劇団ノーティーボーイズ合同公演 「HOT SPICE!」
- 劇団暴創族「The Last Snow〜雪女物語」
- PANIC MONKEY PRODUCE「BACKSTAGE MONKEYS」
- ONE WORLD.TOKYO「ZUN」
- 東京芸術祭野外劇「吾輩は猫である」
- 声優口演2023 in 有楽町